# Садиба Павлових (Харків)
Садиба Павлових (Міський садибний будинок Павлових) — двоповерхова будівля в історичному центрі Харкова, на вулиці Полтавський шлях, збудована в 1832 році за проєктом архітектора Андрія Тона. Пам'ятка архітектури та містобудування (охоронний № 7297-Ха), а також історії (охоронний № 45) місцевого значення. 6 липня 2022 року в будівлю влучила російська ракета. Внаслідок попадання зруйновано 30 % будівлі, відновлення не планується.

## Історія
Міський садибний будинок збудовано в 1832 році за проєктом архітектора Андрія Андрійовича Тона для Єгора Павлова, онука купця Ісаї Павлова. Будівля виконана в типовому для того часу стилі — класицизмі, як і багато інших будівель А. Тона. Фасад прикрашають медальйони, великі вікна, чотириколонний портик із балконом на другому поверсі.
На початку XX століття у будинку розташовувався готель «Хаст». У 1914 році власник готелю змінився, їм володів М. І. Епштейн, і готель було перейменовано на «Епштейн». Ціни були від 1 до 3 рублів за ніч, у будівлі були їдальня та зали для свят.
У 1919 році будинок було націоналізовано та у ньому розміщався Харківський штаб Частин особливого призначення, які призначалися для боротьби з антибільшовицькими виступами населення. Пізніше у будівлі запрацював військкомат Шевченківського та Новобаварського районів.

## Руйнація
6 липня 2022 року о 00:20 Росія випустила декілька ракет по Харківській області, а одна з них влучила у будинок. У результаті влучання було зруйновано майже всю покрівлю, частину перекриттів та стіни, повністю зруйновано портик. 7 липня 2023 року міська влада заявила, що будинок буде знесений. Під час розбору завалів працівники намагалися зберегти всі зруйновані частини будівлі в той час, як Новобаварська адміністрація відвозила 200-річні балки на дрова.
У квітні 2023 року міська влада заявила, що пошкоджені будівельні конструкції несуть відповідну загрозу населенню міста.

## Галерея

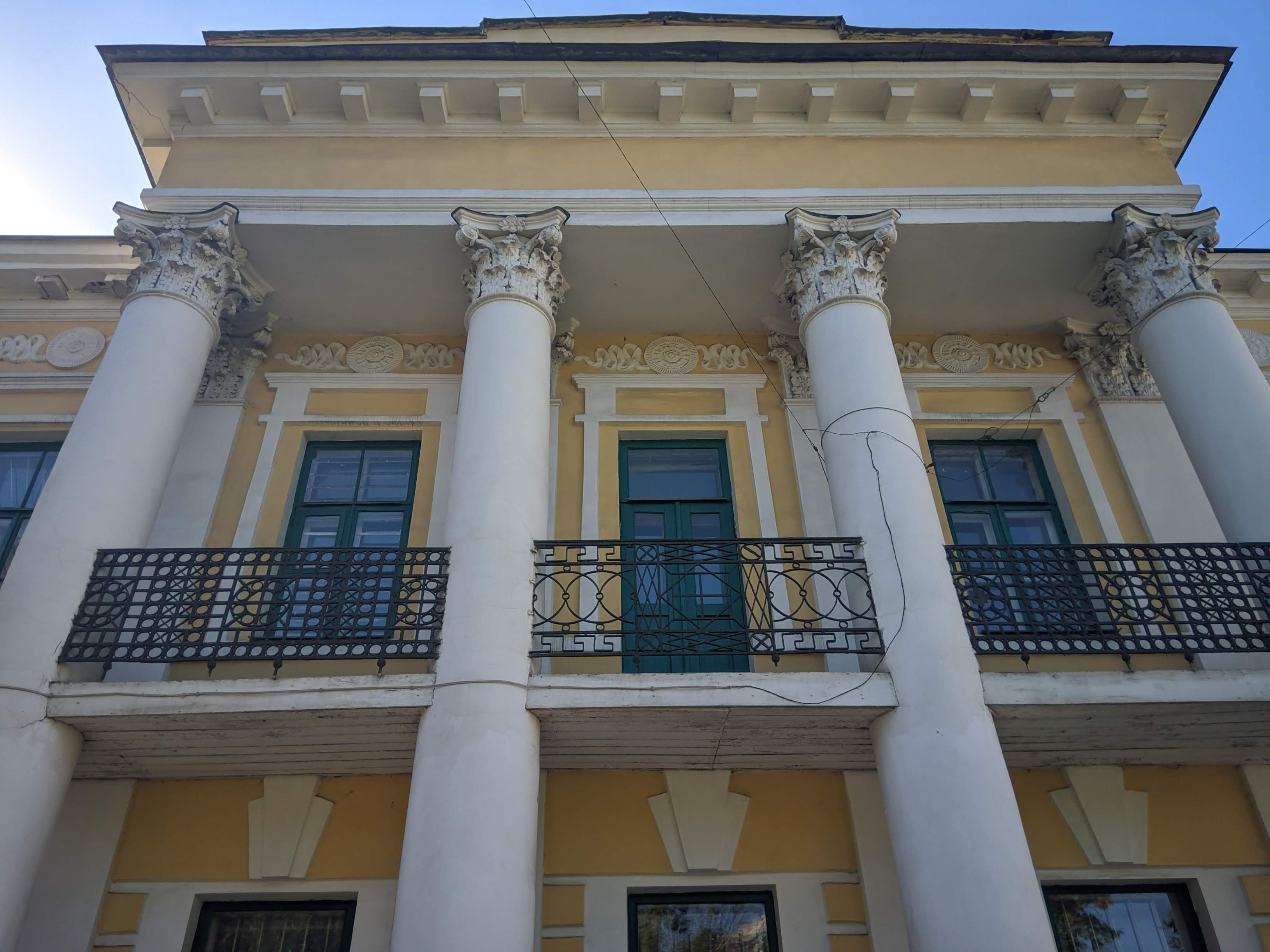
Чотириколонний портик з балконом (2021)
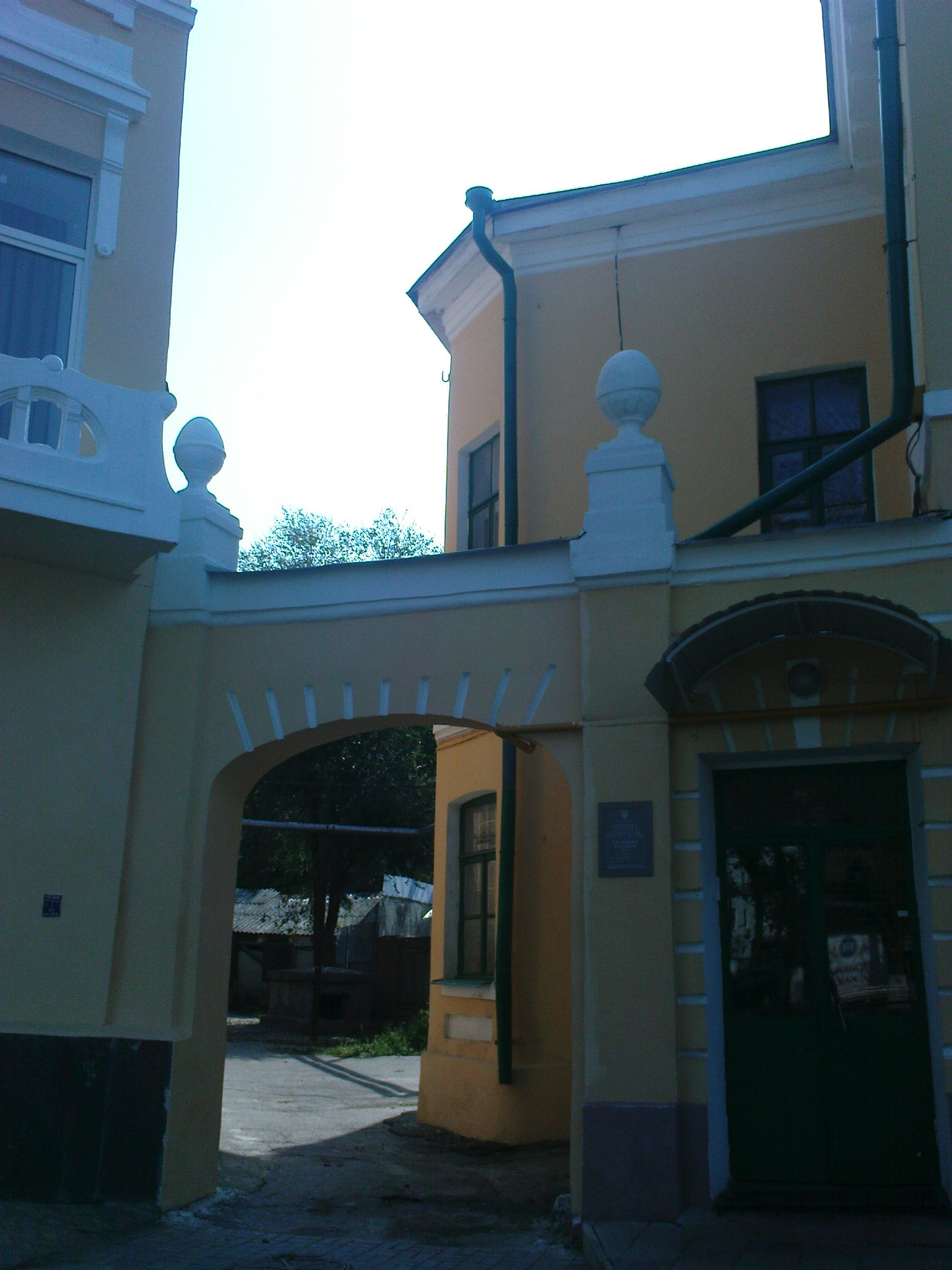
Ворота будинку (2012)
Меморіальна табличка на будівлі (2013)
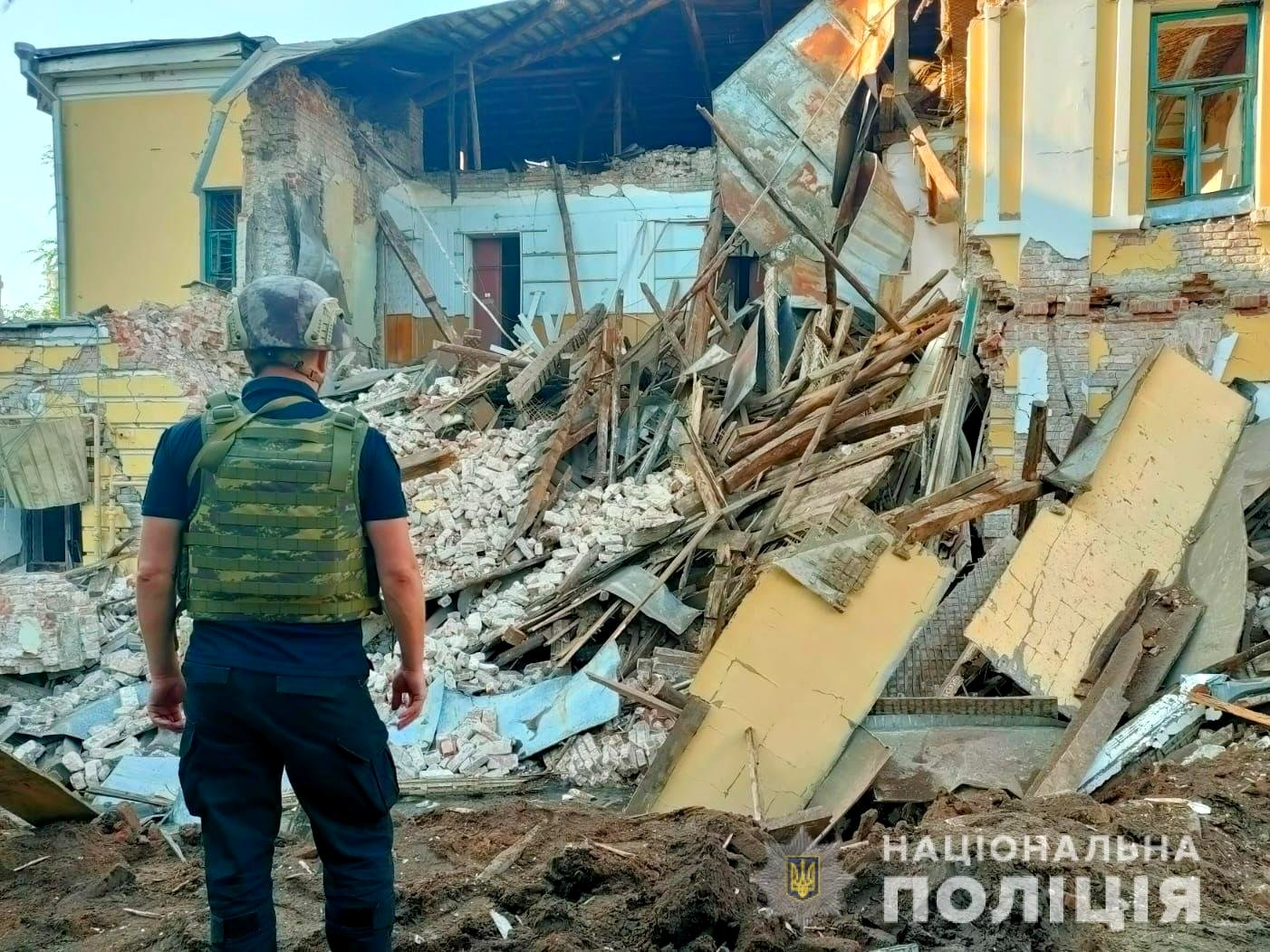
Будівля після влучання (2022)
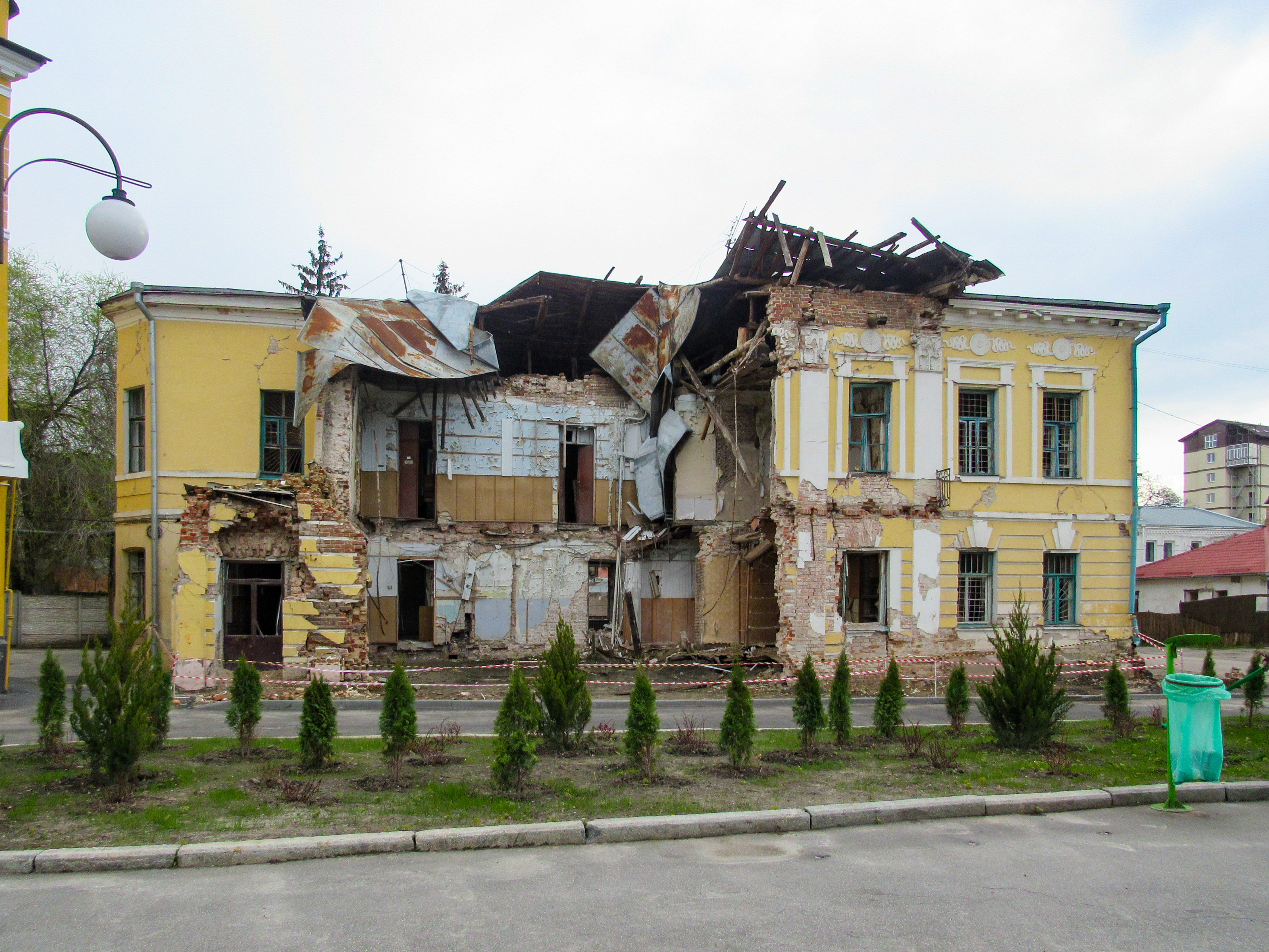
Будівля після розбору завалів
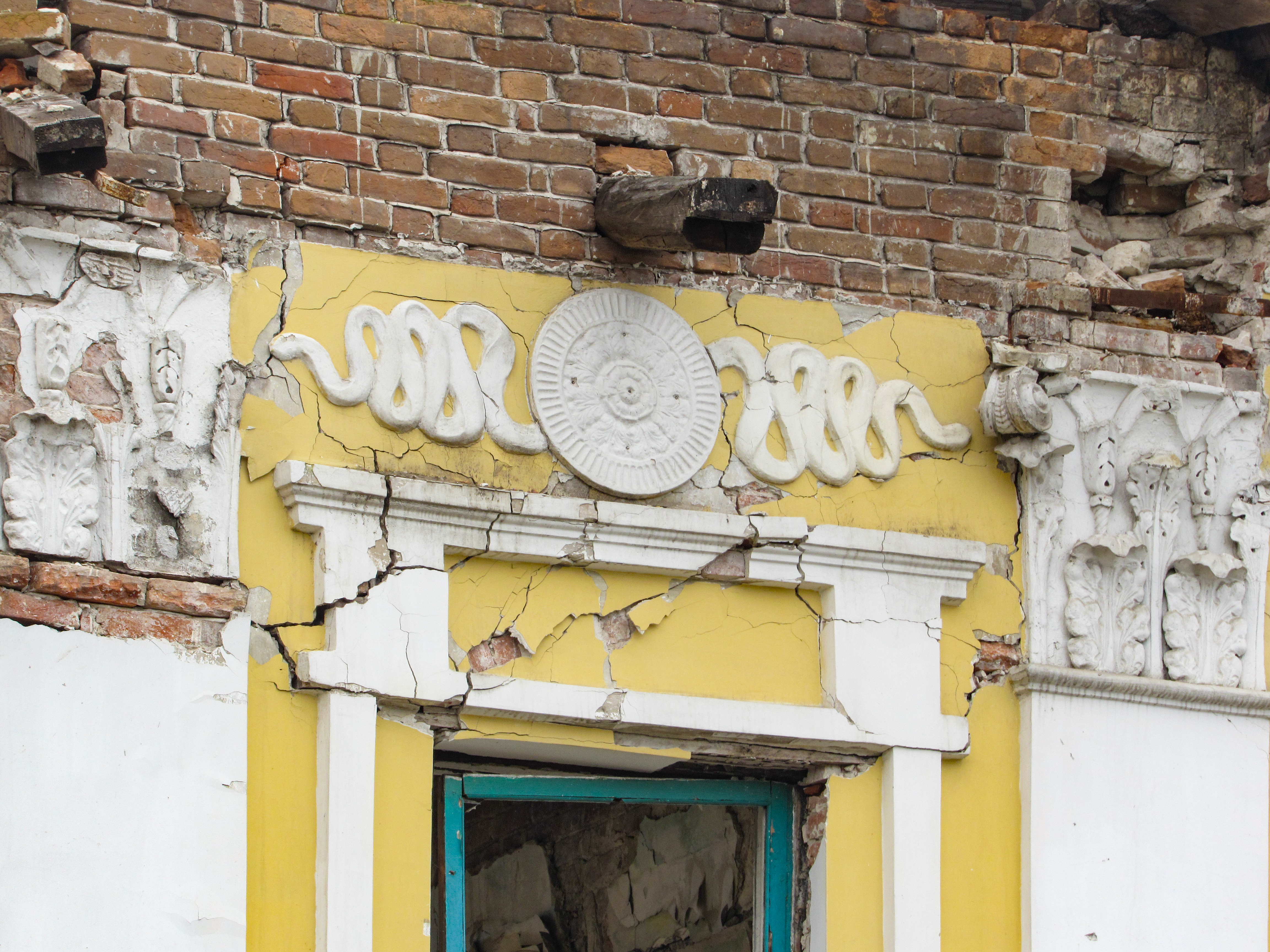
Деталі фасаду, що вціліли
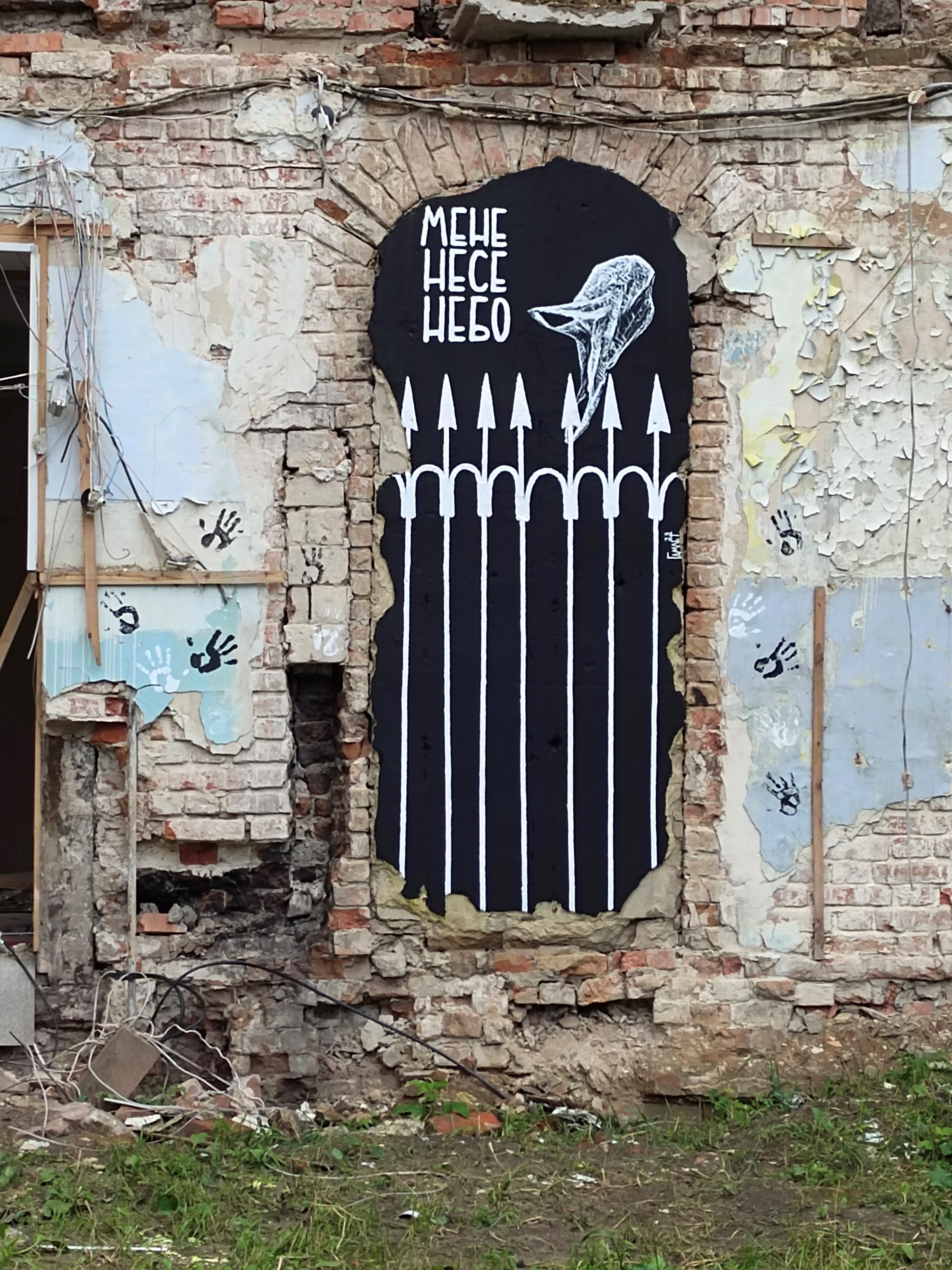
Робота харківського вуличного художника Гамлета Зіньковського на стіні після руйнування